# 스튜어트 래퍼티
스튜어트 래퍼티(Stuart Lafferty, 1987년 10월 1일 ~ )는 미국의 배우, 텔레비전 배우, 농구 선수, 모델이다.

## 영화
- 아워스 비포 (2010년)
- 퀀텀 아포칼립스 (2010년)
- 데스 센텐스 (2007년) - 브렌단 흄 역